# Fontur
Fontur är en udde i republiken Island.   Den ligger i regionen Norðurland eystra, i den nordöstra delen av landet, 400 km nordost om huvudstaden Reykjavík.
Terrängen inåt land är platt.  Det finns inga samhällen i närheten. 